# Смолево
Смо̀лево е село в Югозападна България. Намира се в община Якоруда, област Благоевград. До 1982 година името на селото е Иланско.
Интересен факт е че, при своето разселване те така се разпръснали че, всяко семейство се установило на отделен рид и останали с векове,давайки начало и на днешните махали:Бодева,Бекярова,Лешкова, Възгова, Тиберова,Мръкошова,Пищолска,Иланска,Стартова, Стивасарова. 

## Население
| Година | Население |
| ------ | --------- |
| 2017   | 557       |

### Етнически състав
Населението на Смолево се състои от помаци, изповядващи сунитския ислям.
Преброяване на населението през 2011 г.
Численост и дял на етническите групи според преброяването на населението през 2011 г.:
|                     | Численост |
| Общо                | 552       |
| Българи             | 12        |
| Турци               | 472       |
| Цигани              | -         |
| Други               | 5         |
| Не се самоопределят | -         |
| Неотговорили        | 64        |

## География
Село Смолево се намира в планински район.
Има железопътна спирка на Теснопътната железопътна линия Септември – Добринище.Климатът е континентален със значително планинско влияние. Средно за годината валежната сума е около 700мм.Преобладават горски почви, затревени и иглолистни гори обикновено бор и обикновен смърч. 

## История
През 1927г. се открива едно от първите училища в Родопския район на Благоевградски окръг.То се помещавало  в къщата на иланчанина Кутузов,изселник по това време в Турция.Имало една класна стаичка за четири слети класа от 1 до 4,обучавани от Никола Карнолски.Той идва тук за да поведе след себе си децата, към светлия път на просветата.През 1929/1930г. по идея на Димитър Миров започва строеж на нова училищна сграда във Възгова махала,която се открива есента на 1931г.,където паралелките са две с по 2 класа. През 1948г.се приспособяват четири класни стаи,учители са:Спас Тантилов заедно със съпругата му,Костадин Добрев и Албен Хърльов.През 1953г. се открива училище "Васил Левски"в махала Смолево-1 паралелка с 4 слети класа. В същата година започва строеж на ново по-голямо училище в ниското,покрай рекичката,та да бъде в центъра на всички махали.ОУ"Гоце Делчев" увеличава дейността си през 2002/2003 учебна година като към тях се присъединяват НУ"Паисий Хилендарски"с.Аврамово.А от 26 януари 1982 година село Иланско е преименувано на село Смолево.